# NGC 4119
NGC 4119 (NGC 4124) é uma galáxia espiral (S0-a) localizada na direcção da constelação de Virgo. Possui uma declinação de +10° 22' 44" e uma ascensão recta de 12 horas, 08 minutos e 09,5 segundos.
A galáxia NGC 4119 foi descoberta em 18 de Janeiro de 1784 por William Herschel.